# Pesci piccoli - Un'agenzia. Molte idee. Poco budget
Pesci Piccoli - Un'agenzia. Molte idee. Poco budget è una serie televisiva italiana del 2023 prodotta da The Jackal e Mad Entertainment in collaborazione con Prime Video. La serie è composta da quattordici episodi di durata compresa tra i ventisei e i ventinove minuti ciascuno. Tutti gli episodi della prima stagione sono stati pubblicati l'8 giugno 2023 mentre la seconda stagione è uscita il 13 giugno 2025.

## Trama
Nell'epoca delle star di TikTok e di vite di successo incorniciate nei social, l'agenzia Tree of us vede l'arrivo della manager Greta, declassata dalla prestigiosa sede di Milano a quella minore di Napoli. Inizialmente decisa a mantenere un alto profilo, Greta dovrà arrendersi alle bizzarrie della nuova equipe lavorativa composta da Ciro, Fabio, Fru, Aurora e altri, che basano la loro vita lavorativa su brand provinciali minori e piccoli influencer tragicomici, intrecciando gesti di amicizia, flirt tra colleghi e riti di gruppo.

## Episodi
| Stagione         | Episodi | Prima TV |
| ---------------- | ------- | -------- |
| Prima stagione   | 6       | 2023     |
| Seconda stagione | 8       | 2025     |

## Produzione
La serie è prodotta da The Jackal nelle figure di Gianluca Cozzolino, Simone Russo, Alfredo Felaco, Francesco Ebbasta e da Mad Entertainment nelle figure di Carlo Stella, Maria Carolina Terzi, Lorenza Stella in collaborazione con Prime Video, una serie dove hanno lavorato tutti i membri del gruppo dalla scrittura di Francesco Ebbasta (sua anche la regia) ed Alessandro Grespan, aiuto regia Luca Silvestre, nella produzione Simone Russo e Annachiara de Filippis, montaggio Nicola Verre, VFX Alfredo Felco e Mario Rotili, mentre video post production, sound design e mix sono stati affidati al laboratorio di Frame by Frame.. Le riprese si sono svolte a Napoli nelle prime 5 settimane del 2023.

## Colonna sonora
La colonna sonora originale è composta da Michele Braga. Fanno da sfondo musicale anche altri brani scelti dai The Jackal, incluse tracce di Vinicio Capossela, Samuele Bersani, Fabrizio De André, Margherita Vicario, Marco Castello, Lo Stato Sociale, Ornella Vanoni, Rino Gaetano, Legno e Alan Sorrenti.

## Promozione
La prima stagione è stata annunciata il 12 aprile 2023 con la pubblicazione di foto sui loro profili social con i 4 volti con le pance da gravidanza ed una frase "stiamo partorendo la nostra prima serie".
La seconda stagione è stata presentata in anteprima il 2 maggio 2025 in occasione della XXV edizione del Napoli Comicon.

## Accoglienza
La serie è stata accolta positivamente da critica e pubblico. Sul sito Movieplayer.it ha raggiunto le 4 stelle su 5 ed è stata recensita sostenendo che "un'altra comedy italiana è possibile". Ha raggiunto il primo posto nella top 10 settimanale di Prime Video un giorno dopo l'uscita, sia delle serie che dei più visti in Italia.

## Riconoscimenti
- 2024[9] - Ciak d'oro
  - Miglior serie pubblico under 30